# Hesperomorpha collaris
Hesperomorpha collaris là một loài bọ cánh cứng trong họ Chrysomelidae. Loài này được Kimoto miêu tả khoa học năm 1996.